# Ока (женский футбольный клуб)
«Ока» — ранее существовавший женский футбольный клуб из города Кашира Московской области, участник чемпионатов СССР и чемпионатов России в 1989—1993 годах. В 1994 году клуб прекратил существование по финансовым причинам.

## Прежние названия
- 1989—1991 — «Виктория» Кашира
- 1992—1993 — «Ока» Кашира

## Рекорды и антирекорды
Самое крупное поражение в высшей лиге от клуба «Нива-Олимп» (Киев) 0:8 (1991).
| Сезон | Турниры          | Турниры | Турниры  | Турниры  | Турниры | Турниры | Турниры | Турниры | Турниры | Турниры | Турниры | Кубок страны   | Источники |
| Сезон | соревнование     | лига    | зона     | место    | И       | В       | Н       | П       | МЗ      | МП      | О       | Кубок страны   | Источники |
| ----- | ---------------- | ------- | -------- | -------- | ------- | ------- | ------- | ------- | ------- | ------- | ------- | -------------- | --------- |
| 1989  | Чемпионат ВДФСОП | первая  | группа Б | 5 из 6   | 30      | 8       | 9       | 13      | 29      | 34      | 25      | не проводился  | [ 1 ]     |
| 1990  | Чемпионат СССР   | первая  | группа Б | 2 из 24  | 23      | 15      | 6       | 2       | 44      | 12      | 37      | не проводился  | [ 2 ]     |
| 1991  | Чемпионат СССР   | высшая  | группа А | 12 из 12 | 22      | 1       | 5       | 16      | 5       | 48      | 7       | отборочный тур | [ 3 ]     |
| 1992  | Чемпионат России | первая  | —        | 8 из 13  | 24      | 9       | 4       | 11      | 18      | 17      | 22      | 1/16 финала    | [ 4 ]     |
| 1993  | Чемпионат России | первая  | —        | 9 из 11  | 20      | 6       | 2       | 12      | 18      | 47      | 14      | 1/16 финала    | [ 5 ]     |